# 가스코뉴 방언
가스코뉴 방언(Gascon 가스코냐, 프랑스어: Gascon 가스콩네[*])은 프랑스의 남부 지방 즉, 가스코뉴 일대에서 쓰이는 오크어의 방언이다. 베아른 에서는 베아르어 방언이 쓰인다.

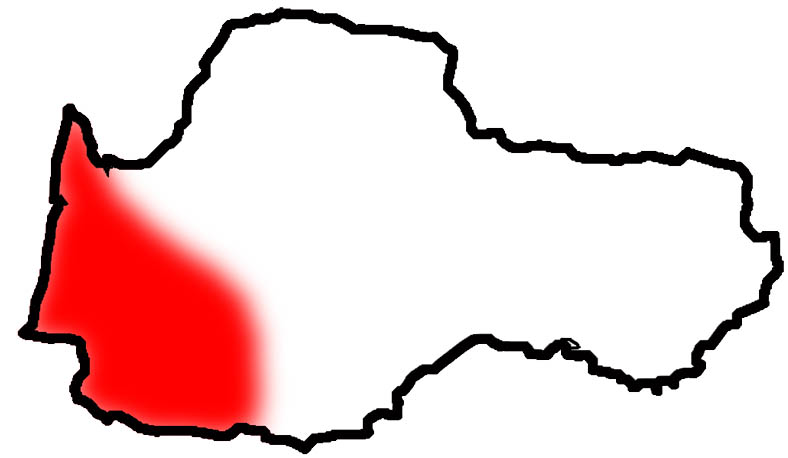
가스코뉴 방언 영역

## 간단한 가스코뉴 방언
- Adiu 안녕하세요, 안녕히 가세요.
- Adishatz 안녕하세요, 안녕히 가세요.(복수)
- Tiòc  네.
- Non 또는 Non pas 아니오.
- Mercés 고맙습니다.
- Mercés plan 감사합니다.
- D'arren 천만에요.
- Perdon 미안합니다.
- Tà'vs pregar 부탁합니다.(정중한 표현)

## 수
- 1 un, una
- 2 dus, duas
- 3 tres
- 4 quatre
- 5 cinc
- 6 sheis
- 7 sèt
- 8 ueit
- 9 nau
- 10 dtz

## 같이 보기
- 프랑스의 언어
- 아라곤어